# Црква Светог Лазара у Живалићима
Црква Светог Лазара у Живалићима, у општини Нови Пазар, подигнута је 1624/1625. године, према уклесаној години на једној конзоли и има статус непокретног културног добра као споменик културе од великог значаја.

## Изглед
Црква посвећена Светом цару Лазару је скромна, високом стеном готово прикривена и укопана црква Лазарица која се изгледом готово не разликује од околних кућа. Зидана је каменом, са двоводним кровом покривеним каменим плочама, малих димензија и полигоналне апсиде у ширини брода. Једино је на западној фасади узани улаз наткривен дубоким луком ослоњеним на конзоле. Надгробници секундарно коришћени за зидање, сведоче о дужем трајању овог култног места.
У унутрашњости, пар узаних пиластара одваја олтарски простор од наоса и носи ојачавајући лук полуобличастог свода. Почетак линије свода истакнут је профилисаним каменим венцем. Симетрично постављене правоугаоне нише озидане су у западном делу подужних зидова као и у олтарском делу, у функцији проскомидије. Прозорски отвори су неједнаких облика и димензија, распоређени и на своду. Фреско сликарство је сачувано у зони сокла, стојећих фигура, зоне попрсја и на своду. Стилски сродна ансамблима у оближњим црквама, показује извесне неспретности у цртежу и сведен колорит.
Обимним конзерваторско-рестаураторским радовима, изведеним 1968. године, цркви је враћен првобитни изглед.